# Francisco Martí Grajales
Francisco Martí Grajales (Valencia, 18 de noviembre de 1862-Valencia, 13 de septiembre de 1920), fue un periodista, ensayista y erudito español, que destacó por sus trabajos de investigación en torno a la literatura valenciana.

## Biografía
Nacido el 18 de noviembre de 1862 en Valencia, se formó en el Instituto General Técnico de Valencia y comenzó los estudios de Derecho en la Universidad de Valencia, pero no los concluyó, dedicando sus primeros esfuerzos creativos al periodismo. De joven trabajó en varios diarios liberales y de vocación republicana en muchos casos, como El Progreso y El Universo. También destacaron sus trabajos en Las Provincias. Falleció en su ciudad natal el 13 de septiembre de 1920.
De una política liberal, a veces radical, fue pasando a una más conservadora, marcada según algunos autores por su salida de la vida periodística y su incorporación a tareas menos activas y más de investigación, recomendadas por su débil estado de salud. Así, trabajó en los fondos archivísticos de la ciudad de Valencia, que recorrió con detalle, y en todas sus bibliotecas. Estuvo influenciado de manera marcada por Vicente Boix, José Martínez Aloy, José María Ruíz de Lihory y Roque Chabás, entre otros, lo que determinaría su recorrido intelectual. Vinculado a Lo Rat Penat, fue autor de obras como:
- Orígenes del grabado en Valencia (1882).[1][2]
- Estudio histórico-crítico de los poetas valencianos de los siglos XVI, XVII y XVII,[3] impresa por vez en 1883, escrita junto a Puig Torralba.
- Ensayo de un diccionario biográfico y bibliográfico de los poetas que florecieron en el Reino de Valencia hasta el año 1700, impresa por vez primera en Madrid en 1915.
- Ensayo de una bibliografía valenciana del siglo XVIII: descripción de las obras impresas con un apéndice de documentos inéditos referentes a autores y tipógrafos (1917).

## BIbliografía
- Martínez Roda, Federico.: Historia de Lo Rat Penat, Lo Rat Penat, 2000. ISBN 84-89069-57-3
- Sanchis Guarner, Manuel: La ciudad de Valencia. Síntesis de historia y de geografía urbana, Valencia. Ayuntamiento de Valencia, 1983 (reedición).

- Datos: Q8962191
- Multimedia: Francesc Martí Grajales / Q8962191